# Famille Philidor
Pour les articles homonymes, voir Philidor.
Philidor est le nom d'emprunt d'une famille de musiciens français, les Danican, active depuis Louis XIII jusqu'à la Révolution. Son représentant le plus connu est François-André Danican Philidor.

## Généalogie
La dynastie compte quatorze instrumentistes dont neuf compositeurs.
|  |  |                                   |                                   |                                        |                                        |                                        |                                        |                                                        |                                                        | Michel Danican Philidor (1580-1651)                               |                                                                   |                                                                   |                                                                   |                                                                   |                                                                   |                                                            |                                                            |                                                            |                                                            |                                                            |                                                            |                                     |                                     |                                      |                                      |                                      |                                      |                                      |                                      |  |  |  |  |  |  |  |  |  |  |
|  |  |                                   |                                   |                                        |                                        |                                        |                                        |                                                        |                                                        |                                                                   |                                                                   |                                                                   |                                                                   |                                                                   |                                                                   |                                                            |                                                            |                                                            |                                                            |                                                            |                                                            |                                     |                                     |                                      |                                      |                                      |                                      |                                      |                                      |  |  |  |  |  |  |  |  |  |  |
|  |  |                                   |                                   |                                        |                                        |                                        |                                        |                                                        |                                                        |                                                                   |                                                                   |                                                                   |                                                                   |                                                                   |                                                                   |                                                            |                                                            |                                                            |                                                            |                                                            |                                                            |                                     |                                     |                                      |                                      |                                      |                                      |                                      |                                      |  |  |  |  |  |  |  |  |  |  |
|  |  |                                   |                                   | Michel Danican Philidor II (1610-1679) | Michel Danican Philidor II (1610-1679) | Michel Danican Philidor II (1610-1679) | Michel Danican Philidor II (1610-1679) | Michel Danican Philidor II (1610-1679)                 | Michel Danican Philidor II (1610-1679)                 |                                                                   |                                                                   |                                                                   |                                                                   |                                                                   |                                                                   | Jean Danican Philidor (1620-1679)                          | Jean Danican Philidor (1620-1679)                          | Jean Danican Philidor (1620-1679)                          | Jean Danican Philidor (1620-1679)                          | Jean Danican Philidor (1620-1679)                          | Jean Danican Philidor (1620-1679)                          |                                     |                                     |                                      |                                      |                                      |                                      |                                      |                                      |  |  |  |  |  |  |  |  |  |  |
|  |  |                                   |                                   | Michel Danican Philidor II (1610-1679) | Michel Danican Philidor II (1610-1679) | Michel Danican Philidor II (1610-1679) | Michel Danican Philidor II (1610-1679) | Michel Danican Philidor II (1610-1679)                 | Michel Danican Philidor II (1610-1679)                 |                                                                   |                                                                   |                                                                   |                                                                   |                                                                   |                                                                   | Jean Danican Philidor (1620-1679)                          | Jean Danican Philidor (1620-1679)                          | Jean Danican Philidor (1620-1679)                          | Jean Danican Philidor (1620-1679)                          | Jean Danican Philidor (1620-1679)                          | Jean Danican Philidor (1620-1679)                          |                                     |                                     |                                      |                                      |                                      |                                      |                                      |                                      |  |  |  |  |  |  |  |  |  |  |
|  |  |                                   |                                   |                                        |                                        |                                        |                                        |                                                        |                                                        |                                                                   |                                                                   |                                                                   |                                                                   |                                                                   |                                                                   |                                                            |                                                            |                                                            |                                                            |                                                            |                                                            |                                     |                                     |                                      |                                      |                                      |                                      |                                      |                                      |  |  |  |  |  |  |  |  |  |  |
|  |  |                                   |                                   |                                        |                                        |                                        |                                        | André Danican Philidor dit Philidor l'Aîné (1652-1730) | André Danican Philidor dit Philidor l'Aîné (1652-1730) | André Danican Philidor dit Philidor l'Aîné (1652-1730)            | André Danican Philidor dit Philidor l'Aîné (1652-1730)            | André Danican Philidor dit Philidor l'Aîné (1652-1730)            | André Danican Philidor dit Philidor l'Aîné (1652-1730)            |                                                                   |                                                                   | Jacques Danican Philidor dit Philidor le Cadet (1657-1708) | Jacques Danican Philidor dit Philidor le Cadet (1657-1708) | Jacques Danican Philidor dit Philidor le Cadet (1657-1708) | Jacques Danican Philidor dit Philidor le Cadet (1657-1708) | Jacques Danican Philidor dit Philidor le Cadet (1657-1708) | Jacques Danican Philidor dit Philidor le Cadet (1657-1708) |                                     |                                     | Alexandre Danican Philidor (v. 1700) | Alexandre Danican Philidor (v. 1700) | Alexandre Danican Philidor (v. 1700) | Alexandre Danican Philidor (v. 1700) | Alexandre Danican Philidor (v. 1700) | Alexandre Danican Philidor (v. 1700) |  |  |  |  |  |  |  |  |  |  |
|  |  |                                   |                                   |                                        |                                        |                                        |                                        | André Danican Philidor dit Philidor l'Aîné (1652-1730) | André Danican Philidor dit Philidor l'Aîné (1652-1730) | André Danican Philidor dit Philidor l'Aîné (1652-1730)            | André Danican Philidor dit Philidor l'Aîné (1652-1730)            | André Danican Philidor dit Philidor l'Aîné (1652-1730)            | André Danican Philidor dit Philidor l'Aîné (1652-1730)            |                                                                   |                                                                   | Jacques Danican Philidor dit Philidor le Cadet (1657-1708) | Jacques Danican Philidor dit Philidor le Cadet (1657-1708) | Jacques Danican Philidor dit Philidor le Cadet (1657-1708) | Jacques Danican Philidor dit Philidor le Cadet (1657-1708) | Jacques Danican Philidor dit Philidor le Cadet (1657-1708) | Jacques Danican Philidor dit Philidor le Cadet (1657-1708) |                                     |                                     | Alexandre Danican Philidor (v. 1700) | Alexandre Danican Philidor (v. 1700) | Alexandre Danican Philidor (v. 1700) | Alexandre Danican Philidor (v. 1700) | Alexandre Danican Philidor (v. 1700) | Alexandre Danican Philidor (v. 1700) |  |  |  |  |  |  |  |  |  |  |
|  |  |                                   |                                   |                                        |                                        |                                        |                                        |                                                        |                                                        |                                                                   |                                                                   |                                                                   |                                                                   |                                                                   |                                                                   |                                                            |                                                            |                                                            |                                                            |                                                            |                                                            |                                     |                                     |                                      |                                      |                                      |                                      |                                      |                                      |  |  |  |  |  |  |  |  |  |  |
|  |  | Anne Danican Philidor (1681-1728) | Anne Danican Philidor (1681-1728) | Anne Danican Philidor (1681-1728)      | Anne Danican Philidor (1681-1728)      | Anne Danican Philidor (1681-1728)      | Anne Danican Philidor (1681-1728)      |                                                        |                                                        | François-André Danican Philidor dit Philidor le Grand (1726-1795) | François-André Danican Philidor dit Philidor le Grand (1726-1795) | François-André Danican Philidor dit Philidor le Grand (1726-1795) | François-André Danican Philidor dit Philidor le Grand (1726-1795) | François-André Danican Philidor dit Philidor le Grand (1726-1795) | François-André Danican Philidor dit Philidor le Grand (1726-1795) |                                                            |                                                            | Pierre Danican Philidor (1681-1731)                        | Pierre Danican Philidor (1681-1731)                        | Pierre Danican Philidor (1681-1731)                        | Pierre Danican Philidor (1681-1731)                        | Pierre Danican Philidor (1681-1731) | Pierre Danican Philidor (1681-1731) |                                      |                                      |                                      |                                      |                                      |                                      |  |  |  |  |  |  |  |  |  |  |